# Équipe de Bulgarie des moins de 17 ans de football
 (août 2025).
Si vous disposez d'ouvrages ou d'articles de référence ou si vous connaissez des sites web de qualité traitant du thème abordé ici, merci de compléter l'article en donnant les références utiles à sa vérifiabilité et en les liant à la section « Notes et références ».
Maillots
L'équipe de Bulgarie de football des moins de 17 ans est constituée par une sélection des meilleurs joueurs bulgares de moins de 17 ans sous l'égide de la Fédération de Bulgarie de football.

## Parcours

### Parcours en Championnat d'Europe
| - 1982 : Non qualifiée - 1984 : Non qualifiée - 1985 : 1er tour - 1986 : 1er tour - 1987 : Non qualifiée - 1988 : Non qualifiée - 1989 : 1er tour - 1990 : Non qualifiée - 1991 : 1er tour - 1992 : Non qualifiée - 1993 : Non qualifiée - 1994 : Non qualifiée - 1995 : Non qualifiée - 1996 : Non qualifiée - 1997 : Non qualifiée |  | - 1998 : Non qualifiée - 1999 : Non qualifiée - 2000 : Non qualifiée - 2001 : Non qualifiée - 2002 : Non qualifiée - 2003 : Non qualifiée - 2004 : Non qualifiée - 2005 : Non qualifiée - 2006 : Non qualifiée - 2007 : Non qualifiée - 2008 : Non qualifiée - 2009 : Non qualifiée - 2010 : Non qualifiée |  | - 2011 : Non qualifiée - 2012 : Non qualifiée - 2013 : Non qualifiée - 2014 : Non qualifiée - 2015 : 1er tour - 2016 : Non qualifiée - 2017 : Non qualifiée - 2018 : Non qualifiée - 2019 : Non qualifiée - 2020 - 2021 : Editions annulées - 2022 : 1er tour - 2023 : Non qualifiée - 2024 : Non qualifiée - 2025 : Non qualifiée |

### Parcours du Coupe du monde
| - 1985 : Non qualifiée - 1987 : Non qualifiée - 1989 : Non qualifiée - 1991 : Non qualifiée - 1993 : Non qualifiée - 1995 : Non qualifiée - 1997 : Non qualifiée - 1999 : Non qualifiée - 2001 : Non qualifiée - 2003 : Non qualifiée |  | - 2005 : Non qualifiée - 2007 : Non qualifiée - 2009 : Non qualifiée - 2011 : Non qualifiée - 2013 : Non qualifiée - 2015 : Non qualifiée - 2017 : Non qualifiée - 2019 : Non qualifiée - 2023 : Non qualifiée |

## Sélectionneurs
- Juillet 2011-septembre 2014:  Metodi Deyanov (en)

- Janvier 2017-décembre 2018:  Marcho Dafchev (en)